# ガンポッド

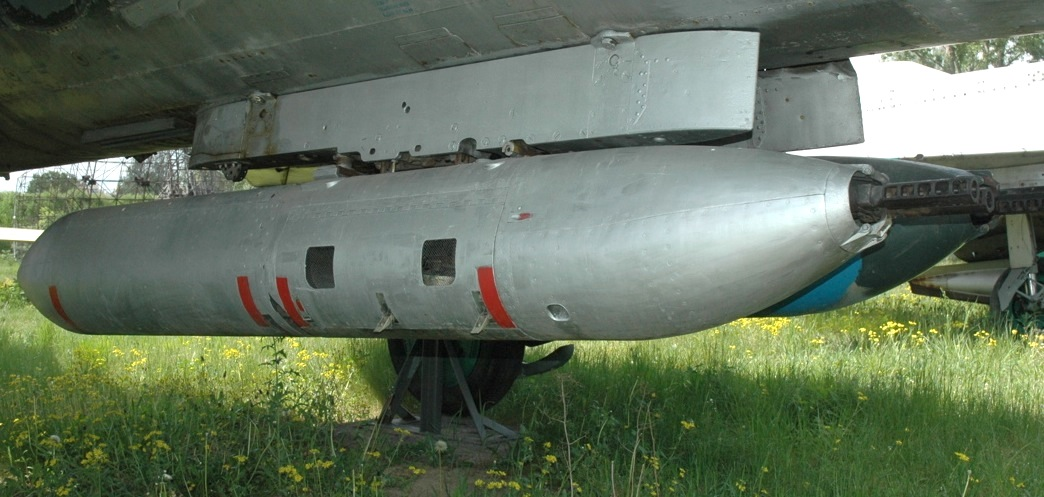
Su-7の胴体下部ハードポイントに装備された、UPK-23-250 ガンポッド
搭載機関砲は、GSh-23L

ガンポッド（英語：Gun pod）は、取り外し可能なポッド（鞘）、またはパック状の容器に収められた機関砲や機関銃であり、固有の武装を備えた、または固有の武装を持たない軍用機に外装式に取り付けられる。

## 概要
ガンポッドは、一般的に1つ以上の火砲、給弾機構および弾薬、そして、必要ならば電力供給源のラムエア・タービンを搭載する。主に機体下部もしくは翼面下部のハードポイントに搭載される。
ガンポッドを装備することで機体の内部容量を圧迫することなく火力の増強が容易に可能である。さらに、作戦予定で必要なければ飛行前に取り外すことで機体重量を軽くすることができる。また、搭載しているレーダーのような精密な機器類が、発射時のガスや反動の影響を受けずに済む離れた位置に固定できる。加えて、ジェット機においてはエアインテークからの発射ガスの吸入による燃焼効率の低下やフレームアウトなどの問題も低減可能である。
問題点として、ガンポッドはその外付けという構造上の性質上、反動による振動が大きくなるため、内蔵機銃に比べ命中精度に劣る。この問題は30mm機関砲のような大口径火器において顕著に現れる。また、空力特性の悪化により大きな抗力が生じるため、戦闘機のような高速機においては深刻な問題である。しかし飛行速度が低いヘリコプターでは、空気抵抗を低減するための外装（整流用フェアリング）を省いて機銃をむき出しで装着している場合もある。
第二次世界大戦においてドイツ空軍はもっとも頻繁に多種にわたるガンポッドを運用した。それらは"Waffenbehälter"（weapon container、兵器コンテナ）や"Waffenträger"（weapon carrier、兵器運搬器）などと呼ばれ、小はMG 81 機関銃から、大は75mm対戦車砲を改造した"Bordkanone"というシリーズまであった。
軍用ヘリコプターにガンポッドを搭載するのが一般的であり、練習機や連絡機・観測機などの軽航空機に搭載して対反乱作戦に対応するCOIN機とすることもある。アメリカ空軍はベトナム戦争から、数百万ドルの航空機で機銃掃射を行うのは非経済的と考えるようになったが、ソ連および、その後継のロシアは有効性を支持し続けているため、それを目的としたシステムの開発を継続し続けている。ソ連は、1980年代のアフガニスタン紛争でSSPU系列の特異なガンポッドを運用した。それは、地上の固定目標上空を通過しつつ攻撃可能なように、搭載機関砲に俯角をつけて射撃可能なものであった。

## 主要なガンポッド

### アメリカ合衆国
GPU-2/A
M197 20mm 3砲身ガトリング砲搭載。
GPU-5/A
GAU-13/A 30mm 4砲身ガトリング砲搭載。
M12/SUU-16/A
M61 20mm 6砲身ガトリング砲搭載。
M18/SUU-11/A
M134 7.62mm 6砲身ガトリング砲搭載。
M25/SUU-23/A
GAU-4/A（M61のガス圧駆動型）20mm 6砲身ガトリング砲搭載。

### ソビエト連邦
GUV-8700（9A624）
GShG-7.62 7.62mm 4砲身ガトリング砲2基およびYakB-12.7 12.7mm 4砲身ガトリング砲搭載。
GUV-8700（9A669）
AGS-17 30mm グレネードランチャー搭載。
UPK-23-250
GSh-23L 23mm 2銃身機関砲搭載。
SPPU-22
GSh-23L 23mm 2銃身機関砲搭載（0°-30°まで俯角調整可能）。
SPPU-6
GSh-6-23 23mm 6砲身ガトリング砲搭載。
SPPU-687（9A-4273）
GSh-30-130mm単砲身反動利用式航空機関砲搭載（試作のみ）。